# Cyclemys atripons
La tartaruga foglia dal ponte nero occidentale (Cyclemys atripons Iverson & McCord, 1997) è una specie di tartaruga della famiglia dei Geoemididi.

## Descrizione
Il carapace, lungo oltre 200 mm, è ovoidale-allungato, con una carena vertebrale e il margine posteriore fortemente seghettato. La colorazione di fondo è tendenzialmente bruno-rossastra e spesso sono presenti delle linee nere disposte a raggiera su ogni scuto. Il piastrone è uniformemente giallo o può presentare raggi neri come sul carapace (nei giovani, invece, è giallo con numerosi piccoli spot neri); gli scuti anali sono intaccati; una divisione secondaria degli scuti addominali, caratteristica del genere Cyclemys, è visibile negli esemplari adulti. Il ponte è completamente nero (in tal caso è più agevole la discriminazione da C. pulchristriata) o giallo con raggi neri. È difficile, spesso impossibile, distinguere morfologicamente C. pulchristriata da C. atripons: quest'ultima ha, tendenzialmente, i raggi del piastrone e del ponte, quando presenti, più lunghi e sottili. Il collo è attraversato da ampie bande longitudinali gialle o rosa-salmone; la gola è uniformemente gialla. La dieta è onnivora, ma gli adulti tendono ad essere prevalentemente vegetariani.

## Distribuzione e habitat
L'areale si estende nella porzione sud-occidentale della penisola indocinese, comprendendo la Cambogia e la Thailandia. È una specie semi-acquatica.